# Severinghaus-Gletscher
Der Severinghaus-Gletscher ist ein Gletscher im westantarktischen Ellsworthland. Er fließt im Süden der Sentinel Range im Ellsworthgebirge in westlicher Richtung entlang der Nordseite des Mount Strybing zum Bender-Gletscher.
Das Advisory Committee on Antarctic Names benannte ihn 2006 nach dem US-amerikanischen Geowissenschaftler Jeffrey Peck Severinghaus (* 1959) von der kalifornischen Scripps Institution of Oceanography, der 1996 im Rahmen des United States Antarctic Program anhand von Eisbohrkernen Untersuchungen zu Treibhausgasen und dem erdgeschichtlichen Klimawandel durchführte.